# Александровка (Бедеево-Полянский сельсовет)
Алекса́ндровка (баш. Александровка) — деревня в Благовещенском районе Республики Башкортостан Российской Федерации. Входит в состав Бедеево-Полянского сельсовета.

## География
Расположена на реке Усе.

### Географическое положение
Расстояние до:
- районного центра (Благовещенск): 52 км,
- центра сельсовета (Бедеева Поляна): 5 км,
- ближайшей ж/д станции (Загородная): 61 км.

## История
Появилась в первой половине (ближе к середине) XIX века, проживали там тогда крепостные крестьяне помещицы Надежды Федоровны Воронецкой. По последней ревизии насчитывалось 67 душ мужского пола. До отмены крепостного права крестьяне Александровки пользовались землей в объёме 600 десятин и платили оброк в 520 рублей ежегодно. После 1861 года у крестьян деревни было отрезано около половины всей земли, поступив в непосредственное распоряжение владелицы. Выкупная сумма за 301,5 десятины надельной земли была определена в 1675 рублей. Крестьяне деревни образовывали одноимённое сельское общество. Уставная грамота была оформлена в феврале 1863 года.
В 1870 году насчитывалось 29 дворов и 166 человек, была отмечена водяная мельница. В 1872 году крестьяне Александровки в полном составе сельского общества приобрели от своей бывшей помещицы Воронецкой 1050 десятин земли и мукомольную мельницу за наличные деньги — 15,5 тысячи рублей. В счет этой покупки вошли и те 301,5 десятины, поступившие в надел после отмены крепостного права. Интересно, откуда у неграмотных крестьян нашлись такие немалые деньги. Жители деревни перешли в разряд крестьян -собственников и не были обременены выкупными платежами, поскольку купили землю без содействия государства. Вся земля, купленная Александровским сельским обществом, рассматривалась как купчая крестьянская земля.
Сначала Александровка входила в приход села Надеждино, затем с первых лет XX века — в приход села Поляны. Среди жителей деревни было много Яматиных, Петровых, Родионовых, Романовых, Рыженьковых, Ногиных, Храмовых, Токаревых. Также в Александровке проживали Дементьевы, Коптиловы , Нуждины, Быковы, Ивановы, Волковы, Мосуновы и другие.
К 1917 году в Александровской школе учительствовала В. А. Богоявленская, дочь приходского священника села Быково.
В 1960 объединена с хутором Яматинский.

### Административно-территориальная принадлежность
С 1930 года входит в состав Бедеево-Полянского сельсовета (1937—1963 гг. в составе Покровского района Башкирской АССР)

## Население
| 2002 | 2009 | 2010 |
| ---- | ---- | ---- |
| 194  | ↘186 | ↘171 |

### Историческая численность населения
В 1920 году в деревне было зафиксировано 76 домохозяйств и 540 человек, в том числе 14 белорусов и 8 украинцев
В 1939 году в Александровке проживал 401 человек, в 1959—368, в 1969—295,1989-252.
Перепись 2010 года зафиксировала 171 человек.

## Инфраструктура
Во время коллективизации деревня вошла в колхоз «Красный восход», а в 1935 году в Александровке был образован отдельный колхоз имени Молотова. В 1957 году деревня вошла в состав большого совхоза «Полянский».
Установлен обелиск, посвященный памяти погибших на полях сражений в Великой Отечественной войне

## Транспорт
Просёлочные дороги.